# Plan International
Pour les articles homonymes, voir Plan.
Plan International est un réseau d’ONG (Organisation non gouvernementale) qui œuvre pour faire progresser les droits des enfants et l'égalité entre les filles et les garçons. Créé en 1937, le réseau est financé par le parrainage, des subventions publiques et privées et des dons. 
Plan international est l'une des plus anciennes et importantes organisations de parrainage d'enfants. Aujourd'hui, l'organisation intervient à travers un système de parrainage et de programmes en Afrique de l'Est, en Afrique de l'Ouest, en Asie et en Amérique latine.
Plan International accompagne plus de 52 millions d’enfants et de jeunes dans le monde.

## Principes
Le but de Plan International est d’améliorer les conditions de vie des enfants et des jeunes les plus vulnérables ainsi que celles de leurs familles.
L'ONG intervient dans le cadre des principes établis dans les traités internationaux. Elle inscrit son action dans le cadre de la Convention internationale des droits de l’enfant de 1989 et des Objectifs du Millénaire pour le Développement adoptés en 2000.
Plan International intervient dans 56 pays bénéficiaires en Afrique centrale, en Afrique de l'Est et de l'Ouest, en Amérique du Sud et en Asie. Son réseau s'appuie sur 21 pays collecteurs de dons en Amérique du Nord, Europe et Asie.

## Objectifs
Plan international intervient auprès de millions d'enfants défavorisés, et en particulier des filles, de leurs familles et de leurs communautés avec pour objectifs : santé, éducation, protection, connaissance de leurs droits. 
Plan International agit également pour faire évoluer les pratiques et les politiques au niveau local, national et international au travers d'actions de plaidoyer et de sensibilisation à la protection des enfants et l'égalité entre les filles et les garçons.

## Plan international France

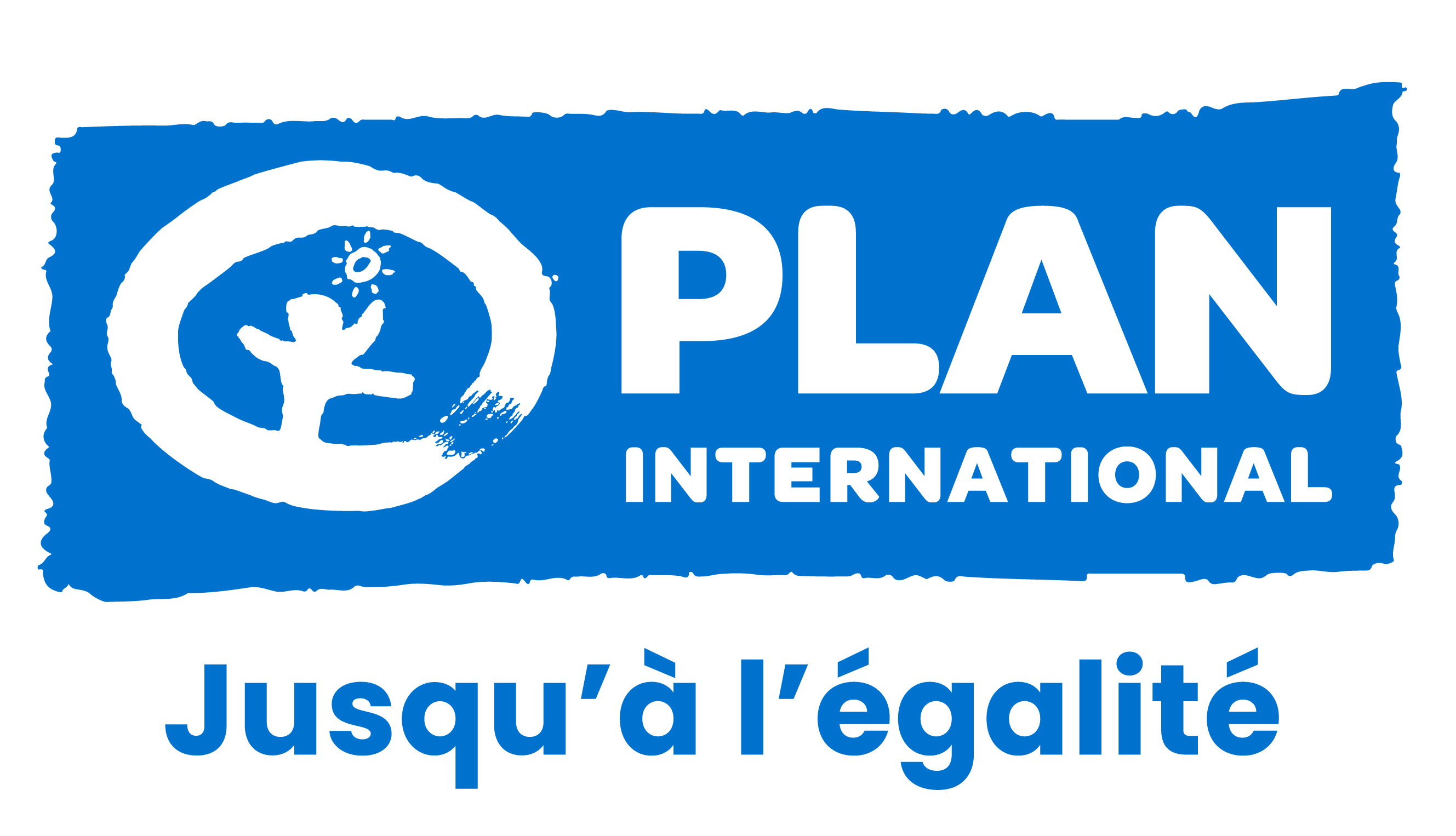
Logo de l'ONG Plan international France

Fondée en 1993, Plan international France est une fondation reconnue d’utilité publique, membre du réseau Plan International. Elle compte plus de 30 salariés et une trentaine de bénévoles. Elle œuvre pour un monde plus juste et durable qui fait progresser les droits des filles, et plus largement des enfants et des jeunes, et l’égalité entre les filles et les garçons.

### Actions

#### Le parrainage d'enfants
En France, en 2021, l'organisation compte 31 500 parrains et marraines qui accompagnent des enfants et leurs familles dans 38 pays.

#### Les actions en faveur de l'égalité fille/garçon
Régulièrement, l'ONG rappelle les inégalités subies par les filles dans le monde notamment dans le domaine de l'éducation.
Les filles sont particulièrement exposées dès le moment où l'instabilité s'installe. Nous essayons ainsi, de leur donner un accès à une éducation de base et de les protéger, explique l'organisation.
En 2019, 132 millions de jeunes filles n'ont pas été scolarisées.
"Les droits des filles ont tout de suite était pris en compte chez Plan International"  déclare Anne Bideau le 20 novembre 2021 à l'occasion de la Journée mondiale de l'Enfance. Les droits des enfants englobent bien sûr les deux sexes. Mais il y a progressivement eu une prise de conscience que les droits des filles nécessitaient une attention spécifique parce qu’il y avait des barrières liées aux inégalités de genre qui leur étaient propres, et qui venaient s’ajouter à celles auxquelles font face les enfants en général. »

##### Journée internationale des droits des filles: 11 octobre
Pour la première édition, en 2012, l'ONG fait installer une fresque de 10 mètres sur le parvis de l'Hôtel de ville à Paris.
En 2016, elle organise un grand rassemblement près du métro Filles du Calvaire, sur la place du cirque d’hiver qui, pour l’occasion, sera renommée «Place calvaire des filles». Pour marquer l'évènement, la ministre des Familles, de l'enfance et des droits des femmes, Laurence Rossignol, avait symboliquement inauguré cette place éphémère.
En 2019, à l'appel de l'organisation, de nombreuses personnalités mais aussi des anonymes se mobilisent sur les réseaux sociaux en postant des selfies avec un signe égal sur la joue.
En 2020, pour célébrer la  journée, l'ONG Plan International France, aux côtés de son ambassadrice, Kadidiatou Diani, a choisi d'évoquer "l'émancipation des jeunes filles par le sport".
En 2021, l'ONG publie un rapport intitulé «Pour une éducation inclusive des filles et des jeunes femmes au numérique» élaboré sur la base d'une étude réalisée sur 26 000 filles dans 32 pays. Elle y rappelle l'importance d’être "connectées pour pouvoir s’émanciper".
À cette occasion aussi, Anne Bideau, la directrice générale de l'ONG, alerte sur la situation alarmante des filles dans le monde en raison de l'épidémie de la COVID-19 et déclare constater « une augmentation des mariages forcés et des grossesses précoces, une augmentation du travail des enfants et une diminution de l’accès aux services de santé ».

#### Combattre le travail forcé des enfants
Selon l'organisation, "160 millions d’enfants travaillent dans le monde, soit une augmentation de 8,4 millions de travailleurs ayant moins de 18 ans depuis 2016".
L'organisation alerte sur l'augmentation du phénomène, notamment en Tanzanie où " plus de 70% des enfants sont employés dans la pêche, l’agriculture mais aussi les mines",.